# Pradales
Pradales is een gemeente in de Spaanse provincie Segovia in de regio Castilië en León met een oppervlakte van 25,86 km². Pradales telt 46 inwoners (1 januari 2016).

## Demografische ontwikkeling
Bron: INE, 1857-2011: volkstellingen
Opm.: In 1857 werden de gemeente Carabias en Ciruelos de Sepúlveda aangehecht